# 778 (numero)
Settecentosettantotto (778) è il numero naturale dopo il 777 e prima del 779.

## Proprietà matematiche
- È un numero pari.
- È un numero composto con 4 divisori: 1, 2, 389, 778. Poiché la somma dei suoi divisori (escluso il numero stesso) è 392 < 778, è un numero difettivo.
- È un numero semiprimo.
- È un numero nontotiente (per cui la equazione φ(x) = n non ha soluzione).
- È un numero di Smith nel sistema numerico decimale.
- È un numero malvagio.
- È parte delle terne pitagoriche (378, 680, 778), (778, 151320, 151322).
- È un numero intero privo di quadrati.

## Astronomia
- 778 Theobalda è un asteroide della fascia principale del sistema solare.
- NGC 778 è una galassia lenticolare del costellazione del Triangolo.

## Astronautica
- Cosmos 778 è un satellite artificiale russo.